# Marroneta de l'aranyoner
La marroneta de l'aranyoner (Satyrium acaciae) és una espècie de lepidòpter papilionoïdeu de la família dels licènids (Lycaenidae).

## Distribució
Es distribueix pel sud d'Europa, Turquia i sud de Rússia. La subespècie acaciae (la pròpiament europea) es troba des del nord d'Espanya (amb poblacions a Montes Universales), passant per Europa central fins a la Turquia europea. Absent a Portugal, sud d'Itàlia i illes mediterrànies. Vola entre nivell del mar i els 2000 m.

## Hàbitat
Divers: zones abrustives seques, boscos oberts... ocasionalment en clars de boscos humits i terrenys oberts per sobre del límit altitudinal de la línia de bosc. Les erugues s'alimenten d'aranyoner (Prunus spinosa).

## Període de vol
Una generació a l'any. Els adults volen entre juny i juliol. Hiberna com a ou.

## Espècies ibèriques similars
- Marroneta de l'alzina (Satyrium esculi)
- Marroneta del roure (Satyrium ilicis)
- Marroneta de l'aranyoner aranesa (Satyrium pruni)
- Marroneta de la taca blava (Satyrium spini)
- Marroneta de l'om (Satyrium w-album)